# Cristo dolente (Maestro Francke Amburgo)
Il Cristo dolente del Maestro Francke è un dipinto su tavola (92×67 cm) del 1425-1435 circa, conservato oggi alla Hamburger Kunsthalle.

## Descrizione e stile
L'opera è emblematica della sensibilità tardo-gotica verso i dettagli macabri e patetici: il Cristo è infatti raffigurato come un giovane dolente ed emaciato, profondamente ferito dai fori nelle mani, dalla corona di spine e dal taglio nel costato, dai quali esce copioso il sangue, raffigurato con estremo realismo. La testa è pateticamente reclinata verso sinistra, per muovere a compassione il fedele, secondo i canoni dell'arte nordica. La monumentalità levigata del corpo del Cristo sembra ispirarsi alla coeva scultura della Borgogna.
Contrasta invece lo sfondo, composto da un ricco broccato sorretto da angeli, gli stessi che reggono il mantello del Cristo: bianco all'esterno e rosso all'interno, in modo da far risaltare il candore del corpo ferito. In basso altri due angeli sorreggoono un altro drappo che copre la metà inferiore del corpo divino e reggono in mano un giglio, simbolo di purezza, e la spada fiammeggiante, simbolo apocalittico che allude al giudizio universale. La piattezza dello sfondo ha l'effetto di proiettare più vicino allo spettatore la figura del Cristo sofferente. La serena compostezza degli angeli contrasta con il soggetto principale e sembra alludere al sacrificio necessario di Gesù, ma riprende anche l'aristocratica idealizzazione tipica dell'arte cortese.
Dell'autore resta un altro Cristo dolente a Lipsia, anteriore e databile al 1425 circa.

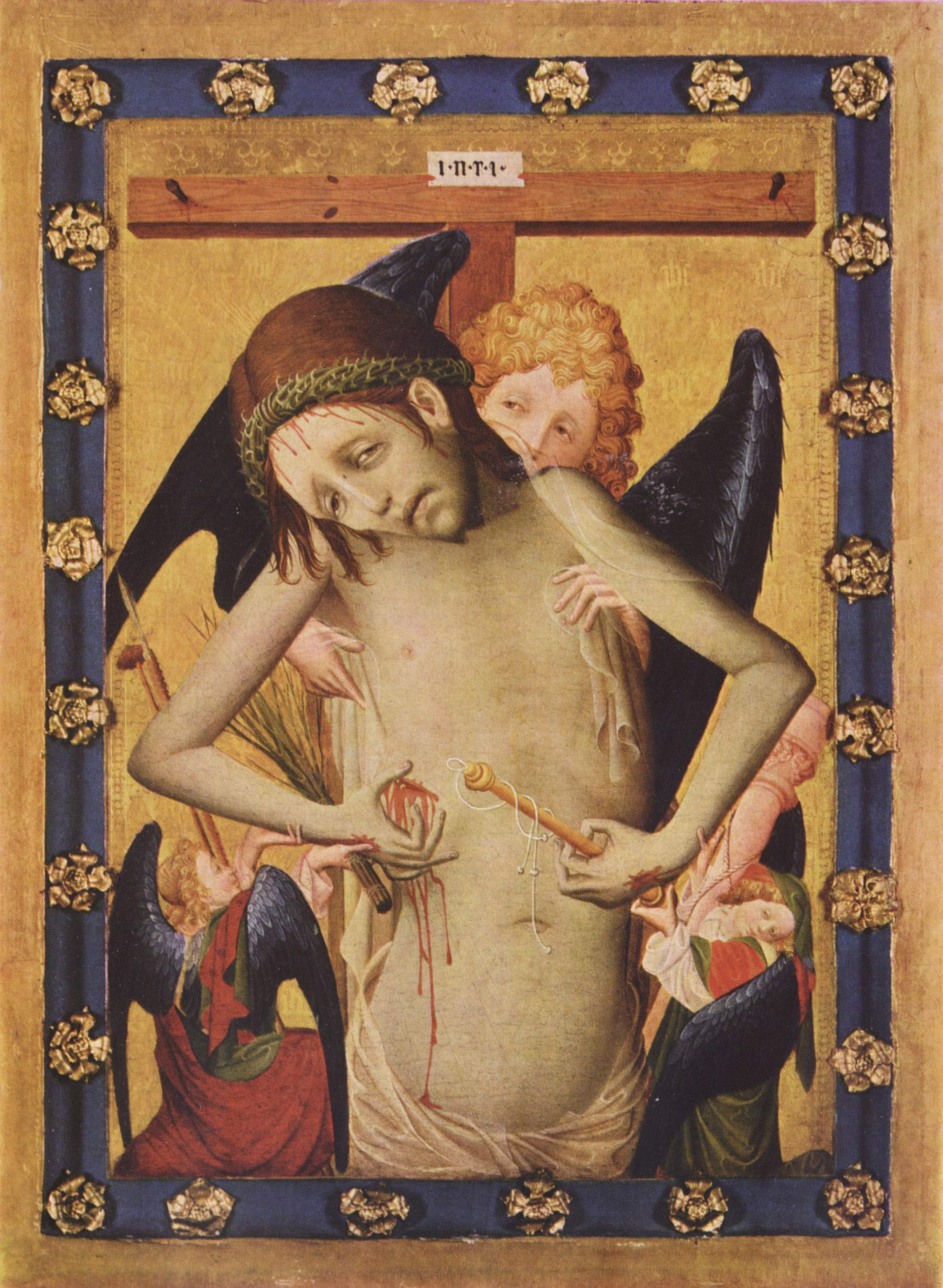
Cristo dolente di Lipsia